# Denys Ier (métropolite de Kiev)
Pour les articles homonymes, voir Denys Ier.
Denys Ier, métropolite de Kiev et de toute la Russie, occupa le premier siège épiscopal de toutes les terres russes et ukrainiennes de 1384 à 1385. Il est né vers 1300 et décédé le 15 octobre 1385.